# Kalojan

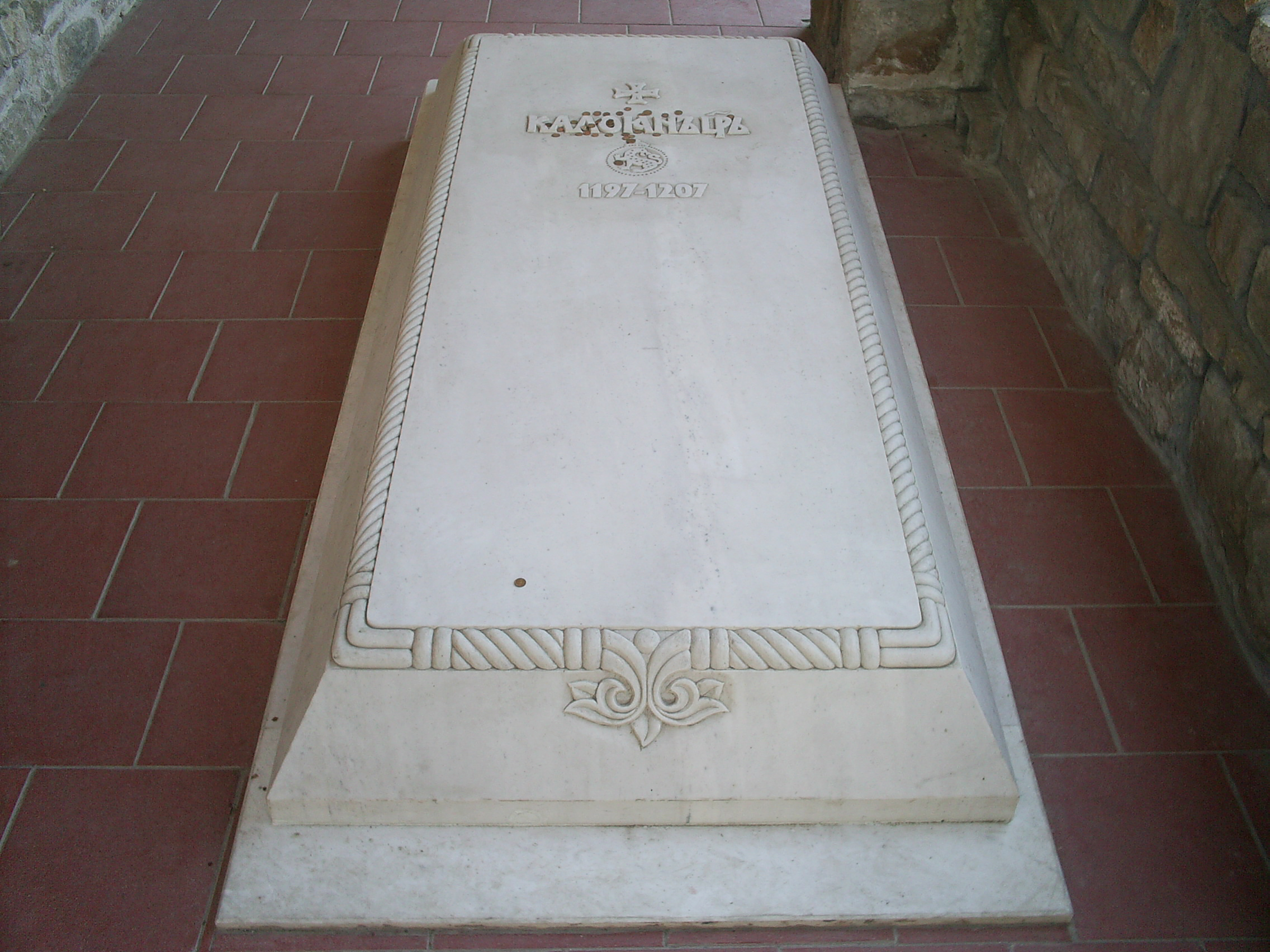
Het graf van Kalojan te Veliko Târnovo

 Kalojan (Bulgaars: Калоян) of Kalojohannes (Grieks: Καλοιωάννης/Kaloiōannēs "goede of mooie Jan") (?-1207), ook bekend als Johannitsa (Bulgaars: Йоаница/Joannitsa "Jantje"), was van 1197 tot 1207 tsaar van Bulgarije.

## Leven
Kalojan stamde net als zijn broers, de eerdere tsaren Ivan Asen I en Peter IV, uit een bojarengeslacht van grondbezitters uit Târnovo genaamd Belgoen. Zij waren vermoedelijk van Koemaanse afkomst. Nadat zijn broers op de Byzantijnse keizer Isaäk II Angelos een onafhankelijk Bulgaars rijk hadden veroverd, werd hij ter verzekering van de wapenstilstand in Constantinopel gegijzeld. Hij kon ontsnappen en besteeg de troon in 1197, na de moord op zijn beide broers door bojaren. Hij werd door Vasilij, de aartsbisschop van Târnovo, tot tsaar gekroond.
Na de Koemaanse nederlaag tegen de Russen van Galitsj (1201) verloor hij zijn belangrijkste militaire bondgenoot en moest hij een overeenkomst sluiten met de Byzantijnse keizer Alexios III Angelos. In ruil voor Byzantijnse erkenning van de Bulgaarse onafhankelijkheid liet hij Thracië, het Rodopegebergte en Macedonië aan Alexios.
Gedurende de Vierde Kruistocht (1202-1204), verkreeg Bulgarije, inmiddels de sterkste Slavische staat, enig grondgebied in Thracië en Macedonië. Eind 1204 aanvaardde hij een unie met de katholieke kerk om erkenning te krijgen voor de titel van tsaar (keizer) en het Bulgaarse patriarchaat Târnovo. Innocentius III erkende hem echter slechts als koning en de aartsbisschop van Târnovo slechts als primaat, niet als patriarch.
Hij verzwakte het Latijnse Keizerrijk ernstig. Kalojan streed begin 1205 aan Griekse zijde in de strijd tegen de heerschappij van de kruisvaarders en nam op 14 april 1205 de Latijnse keizer Boudewijn I gevangen. Volgens westerse bronnen liet hij Boudewijn in stukken hakken en gooide hij die voor de honden. In een brief aan de paus schreef Kalojan dat Boudewijn was gestorven in de gevangenis. Hij verkreeg, afgezien van Adrianopel, vrijwel geheel Thracië en veroverde vervolgens het fort Serres op het kruisvaarderskoninkrijk Thessaloniki. Daar liet hij een slachting aanrichten onder de Griekse inwoners. Toen Bonifatius van Montferrat, de koning van Thessaloniki, met zijn leger naderde, trok Kalojan zich terug. Onderweg naar Târnovo plunderde hij eerst nog Plovdiv.
Kalojan kreeg steeds meer interne tegenkanting. Een opstand in Târnovo onderdrukte hij meedogenloos. Toen Griekse magnaten toenadering zochten tot de Latijnse keizer, liet hij hun steden in Thracië plunderen. De bevolking werd vermoord of afgevoerd als slaaf. Kalojan probeerde daarna tevergeefs Macedonië te veroveren.
Nadat Bonifatius van Montferrat onverhoopt werd gedood door de Bulgaren, sloeg Kalojan het beleg van Thessaloniki. Tijdens dit beleg stierf hij onverwacht. Volgens een versie aan een longontsteking, volgens een andere werd hij met een speer vermoord. Zijn opvolger was zijn neef Boril.

## Reputatie
Kalojan was roofzuchtig en liet na een stevige en coherente staat te bouwen.
Kalojan wordt in Bulgarije geëerd als een groot vorst. In 2007 werd het gebeente dat vermoedelijk van hem is, met veel eer bijgezet in de Heilige Veertig Martelarenkerk in Târnovo. 
In het westen was Karojan bekend als de moordenaar van Boudewijn I en had daarom een slechte reputatie. In de oosters-orthodoxe wereld had hij ook een slechte naam wegens zijn toenadering tot de Katholieke Kerk. Een bekend thema in de iconenkunst is de heilige Demetrius, de beschermheilige van Thessaloniki, gezeten op een wit paard, die Kalojan met een speer doorboort. De Grieken noemden hem "Romeinendoder" (Romaioktonos) of "hond Jannis" (Skylojannis).